# Pentactinia rickettsi
Pentactinia rickettsi is een zeeanemonensoort uit de familie Halcampoididae.
Pentactinia rickettsi is voor het eerst wetenschappelijk beschreven door De Laubenfels in 1930. De soort is vernoemd naar marien bioloog Ed Ricketts.